# Џејмс Хачисон Стерлинг
Џејмс Хачисон Стерлинг (енгл. James Hutchison Stirling; Глазгов, 22. јануар 1820 — Единбург, 19. март 1909) био је британски филозоф.

## Биографија
Стерлинг је рођен у Глазгову, а тамо се и школовао, у Единбургу, где је студирао медицину, до смрти свог оца 1851., након чега се посветио филозофији.
Његово дело Хегелова тајна (1865) подстакло је разумевање и изучавање Хегела и у Британији и у Сједињеним Америчким Државама, такође је прихваћен и у Немачкој и у Италији.
У делу „Историја филозофије“, хришћански историчар филозофије Фредерик Коплстон је позитивно говорио о Стерлинговој представи Хегела као велики заступник хришћанства.

## Дела
Филозофска дела
- Sir William Hamilton („Сер Вилијам Хамилтон“, 1865)
- The Secret of Hegel („Хегелова тајна“, 1865)
- Text-book to Kant („Кантов уџбеник“, 1881)
- Philosophy and Theology („Филозофија и теологија“, 1890)
- Darwinianism: workmen and work (Дарвинијанство: радници и дела, 1894)
- What is Thought? or the Problem of Philosophy („Шта је мислио? или Проблем филозофије“, 1900)
- The Categories („Категорије“, 1903).

Дела ближа књижевности
- Jerrold, Tennyson, and Macaulay („Џеролд, Тенисон и Меколи“, 1868)
- Burns in Drama („Бернс у драмској уметности“, 1878)
- Philosophy in the Poets („Филозофија у поемама“, 1885).